# Elena Zuasti
Elena Zuasti (Montevidéu, 18 de maio de 1935 - 8 de abril de 2011) foi uma atriz de teatro e comediante uruguaia.